# Apamea indiges
Apamea indiges är en fjärilsart som beskrevs av Turati 1926. Apamea indiges ingår i släktet Apamea och familjen nattflyn. Inga underarter finns listade i Catalogue of Life.